# Pamela Coke-Hamilton
Pour les articles homonymes, voir Coke et Hamilton.
Pamela Coke-Hamilton est une avocate et experte jamaïcaine du commerce des Caraïbes. Depuis 2020, elle occupe le poste de directrice exécutive au Centre du commerce international (CCI).

## Adolescence et formation
Coke-Hamilton fait sa scolarité en Jamaïque, à la Manchester High School (en) de Mandeville[réf. nécessaire]. Elle est diplômée en économie et relations internationales à l'université des Indes occidentales. Elle poursuit ensuite ses études à Washington, où elle obtient un doctorat en droit du Georgetown University Law Center (en).

## Carrière
Coke-Hamilton commence sa carrière au ministère jamaïcain des Affaires étrangères et du Commerce extérieur (en).
De 2007 à 2009, elle occupe le poste de directrice du commerce, du tourisme et de la compétitivité à l'Organisation des États américains (OEA), En 2008, elle témoigne devant la Commission du commerce international des États-Unis au sujet du commerce des Caraïbes.
De 2011 à 2019, Coke-Hamilton est directrice exécutive de la Caribbean Export Development Agency (CEDA). Pendant son mandat, elle crée le prix de l'« exportateur des Caraïbes de l'année » et une plateforme des « femmes autonomisées par l'exportation ».
En novembre 2019, elle prévient qu'une potentielle guerre commerciale entre les États-Unis et la Chine serait un scénario perdant-perdant pour les deux parties. Selon elle, cela créerait un préjudice pour les consommateurs concernés et comprometterait « la stabilité de l'économie mondiale et la future croissance économique ».
En 2020, le secrétaire général des Nations unies António Guterres nomme Coke-Hamilton comme directrice exécutive du Centre du commerce international.

## Autres activités
- International Gender Champions (en) (IGC), membre depuis 2020[8].

## Distinctions
Coke-Hamilton a reçu un doctorat honorifique de l'université des Indes occidentales en reconnaissance de l'aide qu'elle a apportée en contribuant à la mise en place d'un cours de master en politique commerciale internationale.

## Publications
- (en) Accelerating Trade and Integration in the Caribbean : Policy Options for Sustained Growth, Job Creation, and Poverty Reduction, Washington, World Bank Publications, 2009, 364 p. (ISBN 978-0-8213-8019-2, lire en ligne).